# ГАЗ-53
ГАЗ-53 — радянський середньотонажний вантажний автомобіль. Випускався Горьківським автозаводом в різних модифікаціях з 1961 по 1993 рік.
ГАЗ-53 з наступними модифікаціями — наймасовіша вантажівка на території колишнього СРСР, т. зв. «робоча конячка» радянської економіки. Загальний випуск ГАЗ-53 склав понад 4 млн автомобілів.

## Опис

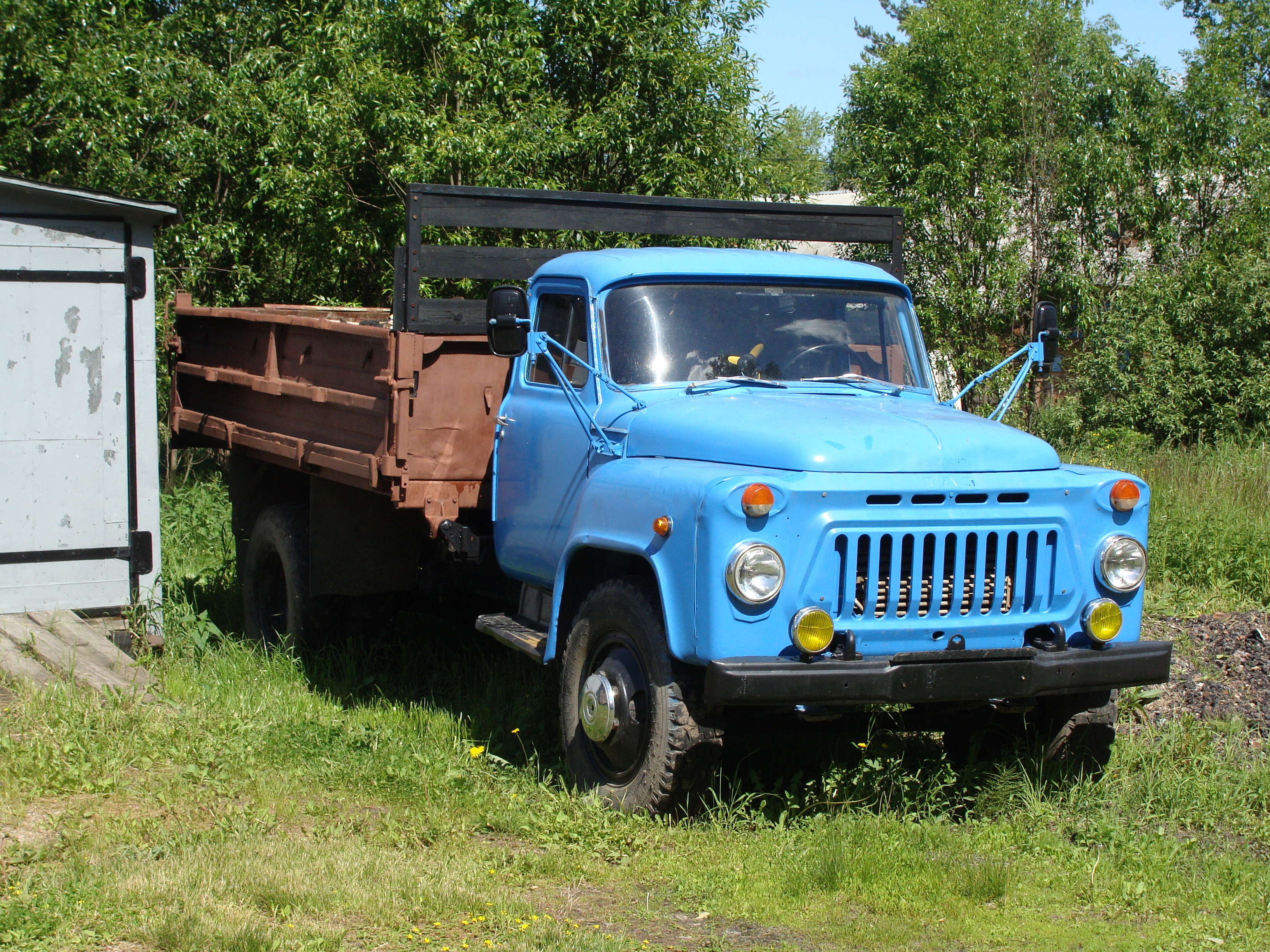
ГАЗ-53 (1964—1984)

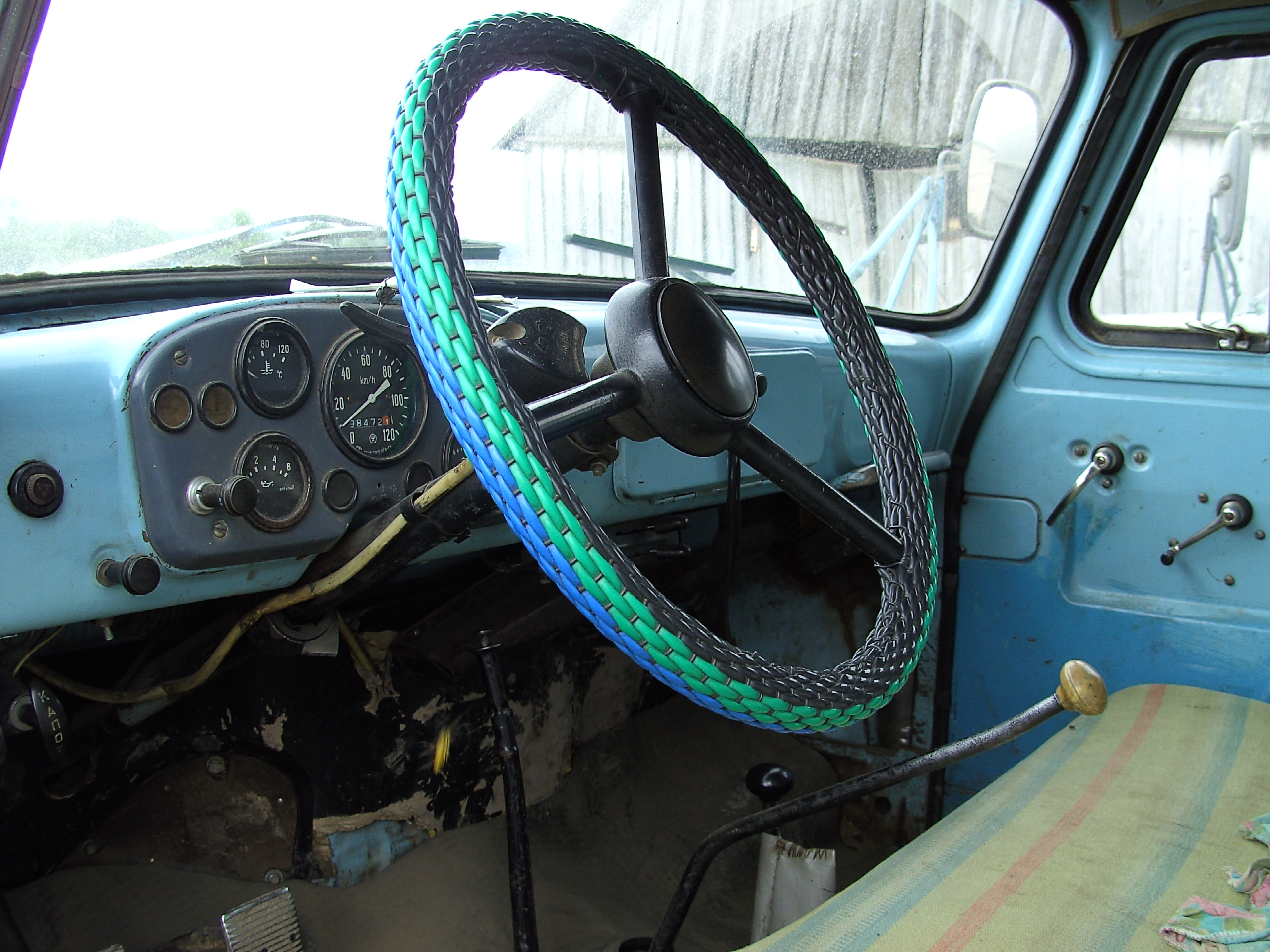

У модельний ряд вантажних автомобілів ГАЗ третього покоління входили, поряд з ГАЗ-53 вантажопідйомністю 3,0 (пізніше 3,5, 4,0 і 4,5 т), також ГАЗ-52 вантажопідйомністю 2,5 т і півторатонний ГАЗ-56 (серійно не випускався) і повнопривідні автомобілі ГАЗ-62 вантажопідйомністю 1,2 т і ГАЗ-66 вантажопідйомністю 2 т. Ранні автомобілі ГАЗ-53Ф 1963 випуску мали вантажопідйомність 3,5 тонни, але з урахуванням результатів експлуатації вона була знижена до 3,0 тонн. Модернізована модель ГАЗ-53А (1965—1983) була 4-тонною, а модель ГАЗ-53-12 (1983—1993) — 4,5-тонною.
Автомобілі ГАЗ-53 і ГАЗ-52 оснащувалися уніфікованою кабіною. Щиток приладів автомобілів ГАЗ-53Ф не мав амперметра і покажчика тиску мастила. Замість них були сигнальні лампи. Кабіни перших ГАЗ-53А були обладнані годинниками. З облицювання радіатора було три основних типи:
- Загальна ідея дизайнерського рішення першої серійної версії облицювання в стилі «погляд з-під лоба» була співзвучна з облицюванням ЗІЛ-130: фари вгорі, підфарники — внизу. Цей тип відповідав і ГАЗ-52-03, і першим ГАЗ-53Ф.
- З 1964 року — підфарники вгорі, над фарами, і «усміхнене» облицювання.
- З червня 1984 року з'являється чергова, остання версія облицювання, «сумна» — отвори решітки витягнулися, підфарники змістилися кожен ближче до свого краю.

А ще через рік на всіх нових машинах спереду стандартно були встановлені комбіновані дволампові, з нерівними за розміром, оранжево-прозорими розсіювачами, «підфарники» (покажчик повороту/габарит) нового типу. Крім того, зовнішні відмінності ГАЗ-53 від ГАЗ-52 полягали і в колісних дисках, так ГАЗ-52 і його модифікації мали диски з шістьма вентиляційними отворами і шинами розміром 220—508 (7,50-20 дюймів), а на ГАЗ- 53 встановлювалися шини трохи більшого розміру — 240—508 (8,25-20 дюймів) і колісні диски з трьома отворами, розміщеними під кутом 120 °. На пізніх автомобілях ГАЗ-53Ф встановлювалися колісні диски з двома отворами, розміщеними під кутом 180°. Колісні диски автомобілів ГАЗ-53Ф 1963 випуску мали бортові і замкові кільця. Надалі диски цих автомобілів стали комплектуватися одним кільцем. На автомобілях ГАЗ-53Ф 1964 року випуску на бампері з'явився «фартушок».

## Модифікації
- ГАЗ-53Ф (з жовтня 1961 року, по січень 1967 року) — бортова вантажівка і шасі з форсованим двигуном ГАЗ-51 потужністю 82 к.с., заднім мостом ГАЗ-51 з редуктором від ГАЗ-63 (i = 6,7), вантажопідйомність 3,5 / 3,0 т, максимальна швидкість до 75 км/год;
- ГАЗ-53 (з червня 1964 року по 1965 рік) — базова модель вантажівки з двигуном ЗМЗ-53, 4,25 л V8, потужністю 115 к.с., максимальна швидкість до 85 км/год;
- ГАЗ-53А (з червня 1965 року по 1983 рік) — модернізована версія бортової вантажівки ГАЗ-53 вантажопідйомністю 4 т;
- ГАЗ-53А-016 (з 1966 року по 1983 рік) — армійська модифікація ГАЗ-53А з додатковим паливним баком на 105 л, передпусковим підігрівачем і комплектом додаткового обладнання;
- ГАЗ-53-02 — шасі під самоскид ГАЗ-САЗ-53Б, САЗ-3502 та ін.;
- ГАЗ-53-05 — сідловий тягач, серійно не випускався;
- ГАЗ-53-40 (з 1971 року по 1984 рік) — подовжене шасі ГАЗ-53А з оперенням, але без кабіни для постачань на Курганський автобусний завод для монтажу кузовів автобуса КАВЗ-685, в невеликих кількостях поставлялося і на СемАР для монтажу спеціальних кузовів;
- ГАЗ-53-50 — експортна модифікація ГАЗ-53А для країн з тропічним кліматом;
- ГАЗ-53-70 — експортна модифікація ГАЗ-53А для країн з помірним кліматом;
- ГАЗ-53-12 (з 1983 року по січень 1993 року) — модернізована базова модель з двигуном ЗМЗ-511 4,25 л V8, потужністю 120 к.с., вантажопідйомність 4,5 т, КПП без синхронізаторів, максимальна швидкість до 90 км/год;
- ГАЗ-53-19 (з 1984 року по 1992 рік) — модифікація на зрідженому газі, потужність двигуна 105 к.с., максимальна швидкість до 80 км/год;
- ГАЗ-53-27 (з 1984 року по 1992 рік) — модифікація на стиснутому природному газі, потужність двигуна 100 к.с., максимальна швидкість до 80 км/год.

### Спеціальні версії
- Автодрабина АЛ-18 (52-02)-Л2. виготовлялася на Торжокському заводі протипожежного обладнання з 1967 р. Автомобіль призначався для доставки до місця пожежі особового складу чисельністю дві людини, проведення рятувальних та допоміжних робіт, гасіння пожеж в будівлях заввишки до шести поверхів, а також для подачі води лафетним стволом, що закріплюється на вершині драбини. Автодрабина укомплектована трьома основними колінами і одним додатковим. Габаритні розміри автомобіля в транспортному положенні становлять 7980х2220х2670 мм. Коліна АЛ-18 висуваються гідроциліндром, зсування колін відбувається під дією їх власної маси. Додаткове коліно висувають і зсувають вручну, коли основні коліна закріплені. Додаткове коліно служить для доведення вершини драбини до необхідного положення.
- МПР-9924 — (Майстерня Пересувна Ремонтна) — пересувна ремонтна майстерня на шасі автомобіля ГАЗ-53 або ГАЗ 52-01.
- АВВ-3,6 — автомобіль-цистерна для перевезення води, випускався з 1970 року на шасі автомобіля ГАЗ-53А.